# 할스타함마르시

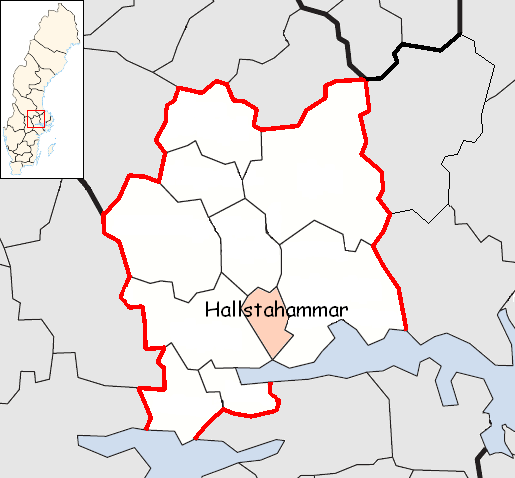
할스타함마르 시의 위치

할스타함마르시(스웨덴어: Hallstahammars kommun)는 스웨덴 베스트만란드주에 위치한 지방 자치체로 행정 중심지는 할스타함마르이며 면적은 180.134024km2, 인구는 15,843명(2016년 12월 31일 기준), 인구 밀도는 88명/km2이다.

시 문장